# Vielmur-sur-Agout
Vielmur-sur-Agout è un comune francese di 1 448 abitanti situato nel dipartimento del Tarn nella regione dell'Occitania.

## Società

### Evoluzione demografica
Abitanti censiti